# 旁白 (軟體)
旁白（英語：VoiceOver），是由苹果公司开发的一套内置于macOS、iOS、tvOS、watchOS及iPod系统软件中的屏幕阅读器，最早于Mac OS X Tiger中引入，旨在便利盲人、视力障碍用户和阅读障碍用户。旁白可以口述出屏幕上当前显示的视觉元素，亦支持多种盲文显示器，同时还为macOS提供了完全使用键盘进行导航的辅助功能。

## 外部連結
- Apple - 辅助功能 - VoiceOver （页面存档备份，存于）

1. ↑  . Marco's Accessibility Blog. 2008-11-19  [2025-06-07] （英语）.
2. ↑  Smith, Briallyn. . MUO. 2016-02-15  [2025-06-07] （英语）.
3. ↑  . servicenow.iu.edu.   [2025-06-07].